# La Révélation des Pyramides
Pour plus de détails, voir Fiche technique et Distribution.
La Révélation des Pyramides est un documentaire pseudoscientifique, réalisé par Patrice Pouillard et sorti en 2010, puis diffusé à grande échelle sur internet à partir de 2012. Écrit par Patrice Pouillard et Jacques Grimault, le film met en avant des théories pseudohistoriques émises par ce dernier.

## Synopsis
Le documentaire présente au travers du prisme de l'appel à l'ignorance les prérequis scientifiques et les techniques de construction nécessaires à l'édification de nombreux sites architecturaux antiques : pyramide de Khéops, Osiréion, temple solaire d'Abou Ghorab, Abousir, obélisque inachevé, colosses de Memnon ; ainsi que l'usinage de certains artefacts (de vases notamment) : ces éléments archéologiques sont décrits comme étant trop complexes pour avoir été créés grâce aux outils et techniques contemporains. Cette thèse vient à contre-courant des preuves avancées en ce domaine par le corps scientifique institutionnel. Les auteurs avancent comme preuve l'échec de la tentative en 1991 de constitution d'un modèle réduit de la pyramide de Khéops dans le cadre de l'émission Nova avec les méthodes utilisée par les Égyptiens de l'Antiquité. Cette pyramide n'a jamais été terminée et s'est écroulée peu de temps après.
Une autre thèse avancée est celle de l'inversion des pôles magnétiques de la Terre, provoquant un cataclysme planétaire environ tous les 26 000 ans, durée du cycle de précession des équinoxes. La destination des pyramides de Gizeh ne serait pas d'accueillir un tombeau mais d'être une énigme architecturale conçue pour avertir des civilisations futures de ces évènements cycliques.
Les auteurs considèrent le réchauffement climatique actuel comme précurseur d'une de ces catastrophes. Ils théorisent l'existence d'une civilisation ancienne ayant été détruite par un événement analogue, évoquant le mythe eschatologique de la destruction du monde par le feu.
Ces vestiges archéologiques seraient le fruit d'une civilisation très antérieure à la nôtre, au développement technologique très avancé.

### Alignement de sites
Le film prétend que les pyramides de Gizeh sont alignées sur un « équateur penché » de 30 degrés par rapport à l'équateur traditionnel, avec d'autres sites archéologiques : l'île de Pâques, Machu Picchu, Ollantaytambo, la civilisation de Paracas, le pays Dogon et Mohenjo-daro, de façon à se situer à équidistance des pôles magnétiques de la Terre, s'inscrivant en cela dans le cadre des théories qui considèrent les pyramides comme des générateurs d'énergie, parmi les nombreuses théories pseudo-scientifiques s'essayant à réviser la destination dite officielle (lieux de culte, tombeaux) des pyramides.

## Fiche technique
Sauf indication contraire, les informations mentionnées dans cette section peuvent être confirmées par la base de données cinématographiques IMDb,  présente dans la section « Liens externes ».
- Titre original : La Révélation des Pyramides
- Réalisation : Patrice Pouillard
- Scénario : Jacques Grimault, Patrice Pouillard et Olivier Krasker-Rosen
- Musique : Jean-Baptiste Sabiani
- Son : Frédéric Bobillier, Thomas Guytard, Eddy Laurent, Julien Momenceau
- Production : Olivier Krasker-Rosen, Olivier Perre, Mélanie Chambras et Anne Pechoux
- Sociétés de production : Ekwanim Productions, Wild Bunch
- Société de distribution : Optimum Home Entertainment (au Royaume-Uni)
- Pays de production :  France
- Langue originale : français
- Genre : documentaire
- Durée : 106 minutes
- Dates de sortie :
  - France : 10 février 2010
  - Royaume-Uni : 22 août 2011
- Classification : Tous publics en France

## Distribution
- Alika Del Sol : narratrice
- Jean-Pierre Adam : architecte et archéologue français[Note 2]
- Guillemette Andreu-Lanoë : égyptologue-archéologue française, directrice du département des antiquités égyptiennes du musée du Louvre[Note 3]
- Arlan Andrews : ingénieur américain, ancien membre de l'Office of Science and Technology Policy
- Mallku Aribalo : écrivain, historien et chaman péruvien
- Jean-Louis Basdevant : physicien français
- Dustin Carr : ingénieur
- Pier luigi Copat : architecte italien
- Joseph Davidovits : ingénieur chimiste français qui popularisa l'hypothèses de construction des pyramides égyptiennes à base de pierres moulées
- Thierry de Champris : architecte français
- Gilles Dormion : architecte français, passionné d'égyptologie, auteur de théories
- Christopher « Chris » Dunn : ingénieur manufacture aviation militaire et civile et auteur anglais
- Ruben Garcia Soto : archéologue au musée régional d'Ica
- Claude Genzling : artiste et ingénieur français
- Luc Glaud : compagnon tailleur de pierre français
- Éric Gonthier : géologue et ethnominéralogiste français
- Jacques Grimault : le mystérieux informateur, théoricien du complot français
- Hartwig Hausdorf (de) : écrivain allemand sur les phénomènes paranormaux
- Jean Leclant : orientaliste et égyptologue français[Note 4]
- Jean-Pierre Martin : chef de projet du viaduc de Millau
- Ieoh Ming Pei : architecte américain d'origine chinoise, réalisateur de la pyramide du Louvre
- Philippe Robert : PDG de La Générale du granit
- Martin Rosenberg : président du département des beaux-arts et professeur d'histoire de l'art à l'université Rutgens
- Felipe Solís : muséographe mexicain, chercheur et enseignant en archéologie, spécialiste de la Mésoamérique, directeur du musée national d'anthropologie de Mexico
- Rainer Stadelmann : égyptologue allemand
- Francisco Torres : archéologue et directeur du musée anthropologique Père-Sébastien-Englert
- Chris Wise (en) : ingénieur anglais

Dans la version anglophone, le narrateur est Brian Cox.

## Démystification
Les allégations avancées dans le film sont contredites par la chronologie historique à propos des pyramides :
- de nombreuses datations de différents éléments des pyramides égyptiennes confirment leur construction entre -2700 et -1500 ;
- la construction des pyramides sud-américaines a commencé à des dates similaires, mais s'étend jusqu'aux années 1100 de notre ère.

L'ensemble des hypothèses avancées par le film sont largement critiquées et démystifiées comme anti-scientifiques et comme présentant des « raccourcis énormes, des omissions volontaires [et] des théories farfelues »,,.
En janvier 2019, le site Explicite dénonce le documentaire, visionné 90 millions de fois sur internet, qui met en avant des théories de race supérieure qui fascinent l'extrême droite,. D'après le journaliste Paul Conge, « Grimault manie implicitement un motif racial » derrière ses thèses pseudo-scientifiques. Le producteur du film et fondateur de la Splendens Factory, Adrien Moisson,, et le youtubeur Squeezie se voient contraints de faire machine arrière après avoir vanté le film.
L'alignement allégué par Jacques Grimault est erroné. La majorité des sites censés être positionnés sur cet axe en sont en fait éloignés de plusieurs dizaines de kilomètres. En 2016, Thomas C. Durand et son équipe de l'ASTEC ont parodié l'alignement de Grimault en présentant un second alignement sur un « équateur penché » de 43 degrés.
L'archéologue Jean-Pierre Adam, interrogé dans la série Passé recomposé diffusée en 2017 sur le site Skeptikón consacré à la zététique, relève au fil des épisodes toutes les inexactitudes et manipulations du film. C'est à la fin d'une conférence en 2007 au palais de la découverte que Jacques Grimault s'est présenté à Jean-Pierre Adam comme journaliste désirant réaliser un film sur le chantier des pyramides et lui a demandé un entretien, qui a eu lieu peu après dans le jardin de l'ancienne École polytechnique, tournage qui a duré environ un quart d'heure, au cours duquel les questions étaient très banales sur les pyramides. Sachant qu'il disposait de très peu de temps pour répondre aux questions, Jean-Pierre Adam s'est contenté de donner des réponses rapides sur les techniques de construction des pyramides. Les auteurs lui ont donc menti sur la destination réelle de cet enregistrement. Jean-Pierre Adam n'a jamais rencontré Patrice Pouillard, ou s'il l'a rencontré, il ignorait son identité.  Guillemette Andreu-Lanoë et Jean Leclant ont été « piégés de façon malhonnête », avec la même méthode. Jean-Pierre Adam n'a plus eu aucun contact avec les auteurs par la suite. Des amis lui ont révélé, des années plus tard, qu'il apparaissait dans ce film et l'ont invité pour le visionner chez eux. Les auteurs ne lui ont jamais soumis le film avant diffusion pour approbation. Il n'y a aucune révélation dans le film, puisqu'il ne répond pas aux questions soulevées. Jean-Pierre Adam déclare que le film est une « escroquerie ». Tout ce qui y est énoncé n'a rien de nouveau. Tout a déjà été publié par Erich von Däniken, Georges Barbarin et Robert Charroux, ainsi que dans Le Matin des magiciens et la revue Kadath. Les auteurs ont utilisé sa renommée, ainsi que celle de ses confrères pour promouvoir et cautionner ce film, ce sont des « escrocs ».

## Réception
Le film a une note de 3,9 sur 10 sur SensCritique.

## Diffusion
Le film est régulièrement diffusé sur RMC Découverte.

## Suite
Les théories avancées dans ce documentaire sont reprises et développées dans le film Bâtisseurs de l'Ancien Monde en 2018, documentaire du même réalisateur, dont le nom est cette fois orthographié Patrice Pouillard.